# (3925) Третьяков
(3925) Третьяков (лат. Tretʹyakov) — типичный астероид главного пояса, открыт 19 сентября 1977 года советским астрономом Людмилой Журавлёвой в Крымской астрофизической обсерватории и 19 октября 1994 года назван в честь предпринимателей, меценатов и коллекционеров Павла и Сергея Третьяковых.

## Обнаружение и именование
(3925) Третьяков
Открыт 19 сентября 1977 года в Научном Л. В. Журавлёвой.
Назван в память о Павле Михайловиче Третьякове (1832—1898) и его брате Сергее Михайловиче (1834—1892). Павел основал художественную галерею; Сергей подарил свою коллекцию западноевропейского искусства городу Москве.
Оригинальный текст (англ.)3925 Tretʹyakov
Discovered 1977-09-19 by Zhuravleva, L. at Nauchnyj.
Named in memory of Pavel Mikhailovich Tretʹyakov (1832—1898) and his brother Sergej Mikhailovich (1834—1892). Pavel founded the Art Gallery; Sergej presented his Western-European art collection to the city of Moscow.
Источники: DISCOVERY.DB; M.P.C. 24121.

## Орбита

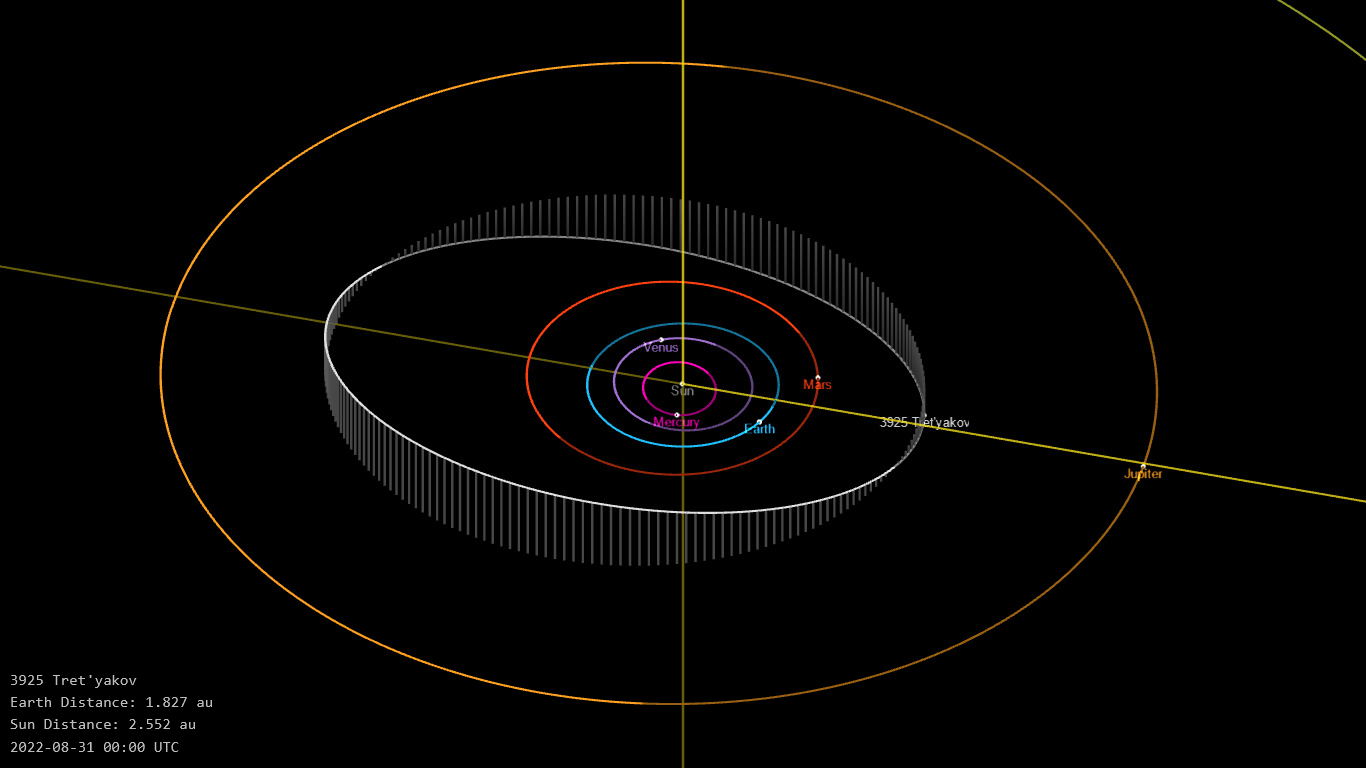
Орбита астероида Третьяков и его положение в Солнечной системе

## Физические характеристики
Из наблюдений системы телескопов панорамного обзора и быстрого реагирования Pan-STARRS следует, что астероид относится к таксономическому классу C.
По результатам наблюдений в инфракрасном диапазоне орбитальной обсерватории IRAS и спутника Akari и наблюдений в видимом и ближнем инфракрасном диапазоне космического телескопа NEOWISE диаметр астероида сначала оценивался равным 41,86±1 км, позже — 47,962±0,194 км, 46,97±0,99 км, 51,29±0,30 км, 40,16±14,58 км, 43,565±16,21 км и 34,135±10,46 км, 46,466±0,329 км и 42,04±13,85 км. Согласно тем же источникам альбедо оценивается как 0,044±0,002, 0,0306±0,0072, 0,035±0,002, 0,029±0,003, 0,04±0,08, 0,0338±0,0402 и 0,0466±0,0492, 0,033±0,003 и 0,036±0,028.